# Ernesto Cisneros
Ernesto Cisneros Salcedo (Zapopan; 26 de octubre de 1940) es un exdelantero de fútbol mexicano que jugó en la Copa Mundial de 1966. Es tío de Felipe Ruvalcaba y posteriormente fue entrenador del Atlante de 1978 a 1980 y del Atlas de 1983 a 1984.

## Trayectoria
En 1956 a los 16 años, fue fichado por del Atlas de Guadalajara. Su carrera profesional comenzó con este club en 1958.
En 1962 lo fichó el Zacatepec, que acababa de descender a la Segunda División, pero logró ascender nuevamente en la temporada siguiente. Se trasladó antes de la campaña 1967-68 a la capital mexicana del Atlante, donde permaneció hasta el final de su carrera activa en 1972.

## Selección nacional
En el Torneo Olímpico de Tokio 1964, fue utilizado por primera vez para un equipo nacional mexicano. Su debut en la selección absoluta fue el 28 de febrero de 1965 como parte de un clasificatorio para el Mundial contra Honduras, que se ganó 1-0.
En el Mundial de Inglaterra 1966, formó parte del plantel y disputó el último partido de la fase de grupos ante Uruguay, que terminó sin goles. La última vez que lució esta indumentaria fue el 18 de marzo de 1970 en un 3:3 ante Perú.
Pudo asistir a la Copa Mundial de 1970 celebrado en su país para sustituir a Alberto Onofre, que cinco días antes se había lesionado, pero no fue convocado por indisciplinado.

### Participaciones en Juegos Olímpicos
| Torneo                   | Sede  | Resultado    |
| ------------------------ | ----- | ------------ |
| Juegos Olímpicos de 1964 | Tokio | Primera fase |

### Participaciones en Copas del Mundo
| Mundial                        | Sede       | Resultado    |
| ------------------------------ | ---------- | ------------ |
| Copa Mundial de Fútbol de 1966 | Inglaterra | Primera fase |

### Partidos y goles internacionales
| \| N.º \| Fecha \| Ciudad \| Local \| Res. \| Visitante \| Competición \| Goles \| \| --- \| ----------------------- \| ------------------- \| ----------------- \| ---- \| --------------------- \| ------------------------------------------ \| ------------- \| \| 1 \| 28 de febrero de 1965 \| San Pedro Sula \| Honduras \| 0:1 \| México \| Clasificación para la Copa Mundial de 1966 \| - \| \| 2 \| 12 de marzo de 1965 \| Ciudad de México \| México \| 2:0 \| Estados Unidos \| Clasificación para la Copa Mundial de 1966 \| - \| \| 3 \| 28 de marzo de 1965 \| Ciudad de Guatemala \| México \| 2:0 \| El Salvador \| Campeonato Concacaf de 1965 \| - \| \| 4 \| 1 de abril de 1965 \| Ciudad de Guatemala \| México \| 5:0 \| Antillas Neerlandesas \| Campeonato Concacaf de 1965 \| 71', 86', 89' \| \| 5 \| 4 de abril de 1965 \| Ciudad de Guatemala \| México \| 3:0 \| Haití \| Campeonato Concacaf de 1965 \| 30' \| \| 6 \| 11 de abril de 1965 \| Ciudad de Guatemala \| Guatemala \| 1:2 \| México \| Campeonato Concacaf de 1965 \| 24' \| \| 7 \| 30 de abril de 1965 \| Kingston \| Jamaica \| 2:3 \| México \| Clasificación para la Copa Mundial de 1966 \| 72' \| \| 8 \| 7 de mayo de 1965 \| Ciudad de México \| México \| 8:0 \| Jamaica \| Clasificación para la Copa Mundial de 1966 \| 17', 87' \| \| 9 \| 16 de mayo de 1965 \| Ciudad de México \| México \| 1:0 \| Costa Rica \| Clasificación para la Copa Mundial de 1966 \| 17' \| \| 10 \| 25 de abril de 1966 \| Ciudad de México \| México \| 7:0 \| Paraguay \| Amistoso \| 36', 72' \| \| 11 \| 29 de mayo de 1966 \| Santiago de Chile \| Chile \| 0:1 \| México \| Amistoso \| - \| \| 12 \| 18 de junio de 1966 \| Lausana \| Suiza \| 1:1 \| México \| Amistoso \| - \| \| 13 \| 22 de junio de 1966 \| Belfast \| Irlanda del Norte \| 4:1 \| México \| Amistoso \| - \| \| 14 \| 29 de junio de 1966 \| Florencia \| Italia \| 5:0 \| México \| Amistoso \| - \| \| 15 \| 19 de julio de 1966 \| Londres \| México \| 0:0 \| Uruguay \| Copa Mundial de 1966 \| - \| \| 16 \| 10 de julio de 1968 \| Ciudad de México \| México \| 2:1 \| Brasil \| Amistoso \| - \| \| 17 \| 6 de octubre de 1968 \| Puebla de Zaragoza \| México \| 1:1 \| Checoslovaquia \| Amistoso \| - \| \| 18 \| 20 de octubre de 1968 \| Lima \| Perú \| 3:3 \| México \| Amistoso \| 81' \| \| 19 \| 23 de octubre de 1968 \| Santiago de Chile \| Chile \| 3:1 \| México \| Amistoso \| - \| \| 20 \| 26 de octubre de 1968 \| Montevideo \| Uruguay \| 0:2 \| México \| Amistoso \| 40' \| \| 21 \| 31 de octubre de 1968 \| Río de Janeiro \| Brasil \| 1:2 \| México \| Amistoso \| - \| \| 22 \| 3 de noviembre de 1968 \| Belo Horizonte \| Brasil \| 2:1 \| México \| Amistoso \| - \| \| 23 \| 22 de diciembre de 1968 \| Ciudad de México \| México \| 0:0 \| Alemania Federal \| Amistoso \| - \| \| 24 \| 1 de enero de 1969 \| Ciudad de México \| México \| 2:3 \| Italia \| Amistoso \| - \| \| 25 \| 5 de enero de 1969 \| Ciudad de México \| México \| 1:1 \| Italia \| Amistoso \| - \| \| 26 \| 22 de enero de 1969 \| Ciudad de México \| México \| 3:0 \| Dinamarca \| Amistoso \| - \| \| 27 \| 4 de febrero de 1969 \| León de Los Aldama \| México \| 1:0 \| Colombia \| Amistoso \| - \| \| 28 \| 16 de abril de 1969 \| Bruselas \| Bélgica \| 2:0 \| México \| Amistoso \| - \| \| 29 \| 23 de abril de 1969 \| Sevilla \| España \| 0:0 \| México \| Amistoso \| - \| \| 30 \| 1 de mayo de 1969 \| Malmö \| Suecia \| 1:0 \| México \| Amistoso \| - \| \| 31 \| 6 de mayo de 1969 \| Copenhague \| Dinamarca \| 3:1 \| México \| Amistoso \| - \| \| 32 \| 8 de mayo de 1969 \| Oslo \| Noruega \| 0:2 \| México \| Amistoso \| - \| \| 33 \| 20 de mayo de 1969 \| Ciudad de México \| México \| 0:1 \| Perú \| Amistoso \| - \| \| 34 \| 15 de febrero de 1970 \| Ciudad de México \| México \| 1:1 \| Bulgaria \| Amistoso \| - \| \| 35 \| 22 de febrero de 1970 \| Ciudad de México \| México \| 0:0 \| Suecia \| Amistoso \| - \| \| 36 \| 26 de febrero de 1970 \| Ciudad de México \| México \| 0:0 \| Unión Soviética \| Amistoso \| - \| \| 37 \| 15 de marzo de 1970 \| Monterrey \| México \| 3:1 \| Perú \| Amistoso \| - \| \| 38 \| 18 de marzo de 1970 \| León de Los Aldama \| México \| 3:3 \| Perú \| Amistoso \| - \| |                         |                     |                   |      |                       |                                            |               |
| N.º | Fecha                   | Ciudad              | Local             | Res. | Visitante             | Competición                                | Goles         |
| 1 | 28 de febrero de 1965   | San Pedro Sula      | Honduras          | 0:1  | México                | Clasificación para la Copa Mundial de 1966 | -             |
| 2 | 12 de marzo de 1965     | Ciudad de México    | México            | 2:0  | Estados Unidos        | Clasificación para la Copa Mundial de 1966 | -             |
| 3 | 28 de marzo de 1965     | Ciudad de Guatemala | México            | 2:0  | El Salvador           | Campeonato Concacaf de 1965                | -             |
| 4 | 1 de abril de 1965      | Ciudad de Guatemala | México            | 5:0  | Antillas Neerlandesas | Campeonato Concacaf de 1965                | 71', 86', 89' |
| 5 | 4 de abril de 1965      | Ciudad de Guatemala | México            | 3:0  | Haití                 | Campeonato Concacaf de 1965                | 30'           |
| 6 | 11 de abril de 1965     | Ciudad de Guatemala | Guatemala         | 1:2  | México                | Campeonato Concacaf de 1965                | 24'           |
| 7 | 30 de abril de 1965     | Kingston            | Jamaica           | 2:3  | México                | Clasificación para la Copa Mundial de 1966 | 72'           |
| 8 | 7 de mayo de 1965       | Ciudad de México    | México            | 8:0  | Jamaica               | Clasificación para la Copa Mundial de 1966 | 17', 87'      |
| 9 | 16 de mayo de 1965      | Ciudad de México    | México            | 1:0  | Costa Rica            | Clasificación para la Copa Mundial de 1966 | 17'           |
| 10 | 25 de abril de 1966     | Ciudad de México    | México            | 7:0  | Paraguay              | Amistoso                                   | 36', 72'      |
| 11 | 29 de mayo de 1966      | Santiago de Chile   | Chile             | 0:1  | México                | Amistoso                                   | -             |
| 12 | 18 de junio de 1966     | Lausana             | Suiza             | 1:1  | México                | Amistoso                                   | -             |
| 13 | 22 de junio de 1966     | Belfast             | Irlanda del Norte | 4:1  | México                | Amistoso                                   | -             |
| 14 | 29 de junio de 1966     | Florencia           | Italia            | 5:0  | México                | Amistoso                                   | -             |
| 15 | 19 de julio de 1966     | Londres             | México            | 0:0  | Uruguay               | Copa Mundial de 1966                       | -             |
| 16 | 10 de julio de 1968     | Ciudad de México    | México            | 2:1  | Brasil                | Amistoso                                   | -             |
| 17 | 6 de octubre de 1968    | Puebla de Zaragoza  | México            | 1:1  | Checoslovaquia        | Amistoso                                   | -             |
| 18 | 20 de octubre de 1968   | Lima                | Perú              | 3:3  | México                | Amistoso                                   | 81'           |
| 19 | 23 de octubre de 1968   | Santiago de Chile   | Chile             | 3:1  | México                | Amistoso                                   | -             |
| 20 | 26 de octubre de 1968   | Montevideo          | Uruguay           | 0:2  | México                | Amistoso                                   | 40'           |
| 21 | 31 de octubre de 1968   | Río de Janeiro      | Brasil            | 1:2  | México                | Amistoso                                   | -             |
| 22 | 3 de noviembre de 1968  | Belo Horizonte      | Brasil            | 2:1  | México                | Amistoso                                   | -             |
| 23 | 22 de diciembre de 1968 | Ciudad de México    | México            | 0:0  | Alemania Federal      | Amistoso                                   | -             |
| 24 | 1 de enero de 1969      | Ciudad de México    | México            | 2:3  | Italia                | Amistoso                                   | -             |
| 25 | 5 de enero de 1969      | Ciudad de México    | México            | 1:1  | Italia                | Amistoso                                   | -             |
| 26 | 22 de enero de 1969     | Ciudad de México    | México            | 3:0  | Dinamarca             | Amistoso                                   | -             |
| 27 | 4 de febrero de 1969    | León de Los Aldama  | México            | 1:0  | Colombia              | Amistoso                                   | -             |
| 28 | 16 de abril de 1969     | Bruselas            | Bélgica           | 2:0  | México                | Amistoso                                   | -             |
| 29 | 23 de abril de 1969     | Sevilla             | España            | 0:0  | México                | Amistoso                                   | -             |
| 30 | 1 de mayo de 1969       | Malmö               | Suecia            | 1:0  | México                | Amistoso                                   | -             |
| 31 | 6 de mayo de 1969       | Copenhague          | Dinamarca         | 3:1  | México                | Amistoso                                   | -             |
| 32 | 8 de mayo de 1969       | Oslo                | Noruega           | 0:2  | México                | Amistoso                                   | -             |
| 33 | 20 de mayo de 1969      | Ciudad de México    | México            | 0:1  | Perú                  | Amistoso                                   | -             |
| 34 | 15 de febrero de 1970   | Ciudad de México    | México            | 1:1  | Bulgaria              | Amistoso                                   | -             |
| 35 | 22 de febrero de 1970   | Ciudad de México    | México            | 0:0  | Suecia                | Amistoso                                   | -             |
| 36 | 26 de febrero de 1970   | Ciudad de México    | México            | 0:0  | Unión Soviética       | Amistoso                                   | -             |
| 37 | 15 de marzo de 1970     | Monterrey           | México            | 3:1  | Perú                  | Amistoso                                   | -             |
| 38 | 18 de marzo de 1970     | León de Los Aldama  | México            | 3:3  | Perú                  | Amistoso                                   | -             |

## Clubes
| Club           | País   | Año       |
| -------------- | ------ | --------- |
| Atlas F.C.     | México | 1958-1962 |
| Club Zacatepec | México | 1962-1967 |
| C.F. Atlante   | México | 1967-1972 |

## Palmarés

### Títulos nacionales
| Título               | Equipo | País   | Año     |
| -------------------- | ------ | ------ | ------- |
| Copa México          | Atlas  | México | 1961-62 |
| Campeón de Campeones | Atlas  | México | 1961-62 |

### Títulos internacionales
| Título                                | Equipo | Sede      | Año  |
| ------------------------------------- | ------ | --------- | ---- |
| Campeonato de Naciones de la Concacaf | México | Guatemala | 1965 |

### Distinciones individuales
| Distinción                                                | Año  |
| --------------------------------------------------------- | ---- |
| Máximo goleador del Campeonato de Naciones de la Concacaf | 1965 |